# Liste der Kulturdenkmale in Lutterbek
In der Liste der Kulturdenkmale in Lutterbek sind alle Kulturdenkmale der schleswig-holsteinischen Gemeinde Lutterbek (Kreis Plön) und ihrer Ortsteile aufgelistet (Stand: 14. April 2025).

## Legende
In den Spalten befinden sich folgende Informationen:
- Objekt-ID: die Nummer des Kulturdenkmales
- Lage: die Adresse des Kulturdenkmales und die geographischen Koordinaten. Kartenansicht, um Koordinaten zu setzen. In der Kartenansicht sind Kulturdenkmale ohne Koordinaten mit einem roten Marker dargestellt und können in der Karte gesetzt werden. Kulturdenkmale ohne Bild sind mit einem blauen Marker gekennzeichnet, Kulturdenkmale mit Bild mit einem grünen Marker.
- Offizielle Bezeichnung: Bezeichnung des Kulturdenkmales
- Beschreibung: die Beschreibung des Kulturdenkmales
- Bild: ein Bild des Kulturdenkmales

## Bauliche Anlagen
| Objekt-ID | Lage                                          | Offizielle Bezeichnung | Beschreibung | Bild |
| --------- | --------------------------------------------- | ---------------------- | --- | ---- |
| 4582      | Am Dorfteich 2 (54° 23′ 31″ N, 10° 16′ 34″ O) | Schmiede               | Schmiede; 2. Hälfte 19. Jh.; eingeschossiger, traufständiger Backsteinbau mit Satteldach und hohem Kamin - Begründung: geschichtlich, städtebaulich, technisch, Kulturlandschaft prägend - Schutzumfang: gesamtes Objekt - Denkmaltyp: Bauliche Anlage                       | BW   |
| 40473     | Dorfstraße 10 (54° 23′ 28″ N, 10° 16′ 35″ O)  | Wohnhaus               | Wohnhaus; 1. Hälfte 19. Jh.; langgestrecktes, eingeschossiges Fachwerkgebäude unter reetgedecktem Schopfwalmdach, zwei Hausbäume - Begründung: geschichtlich, städtebaulich, Kulturlandschaft prägend - Schutzumfang: Wohnhaus, zwei Hausbäume - Denkmaltyp: Bauliche Anlage | BW   |
| 4579      | Ümloop 16 (54° 23′ 25″ N, 10° 16′ 39″ O)      | Kate                   | Kate; um 1800; eingeschossiges Fachwerkgebäude auf L-förmigem Grundriss unter reetgedecktem, einseitigem Walmdach - Begründung: geschichtlich, städtebaulich, Kulturlandschaft prägend - Schutzumfang: gesamtes Objekt - Denkmaltyp: Bauliche Anlage                         | BW   |

## Ehemalig
| Objekt-ID | Lage                                           | Offizielle Bezeichnung | Beschreibung | Bild |
| --------- | ---------------------------------------------- | ---------------------- | --- | ---- |
| 4585      | Am Dorfteich 17 (54° 23′ 32″ N, 10° 16′ 34″ O) | Fachhallenhaus         | Fachhallenhaus, sog. Hof Arp; um 1800, 1876; eingeschossiges Fachwerkgebäude unter reetgedecktem Halbwalmdach, massiver Stallanbau, mit Lindenreihe - Begründung: geschichtlich, städtebaulich, Kulturlandschaft prägend - Schutzumfang: Fachhallenhaus, Lindenreihe - Denkmaltyp: Bauliche Anlage | BW   |

## Quelle
- Liste der Kulturdenkmale in Schleswig-Holstein – Kreis Plön (PDF)

- Karte mit allen Koordinaten:
- OSM |
- WikiMap